# Live in Sydney
Live in Sydney este DVD-ul de Kylie Minogue a lui On a Night Like This Tour lansat în 2001. DVD-ul are exclusiv imagini de culise a concertului, inclusiv o privire în vestiare. DVD-ul a fost certificată de trei ori discul de platină în Australia.

## Lista de cântece
1. "Loveboat"
2. "Koocachoo"
3. "Hand on Your Heart"
4. "Put Yourself in My Place"
5. "On a Night Like This"
6. "Step Back in Time"/"Never Too Late"/"Wouldn't Change a Thing"/"Turn It into Love"/"Celebration"
7. "Can't Get You Out of My Head"
8. "Your Disco Needs You"
9. "I Should Be So Lucky"
10. "Better the Devil You Know"
11. "So Now Goodbye"
12. "Physical"
13. "Butterfly"
14. "Confide in Me"
15. "Kids"
16. "Shocked"
17. "Light Years"
18. "What Do I Have to Do?"
19. "Spinning Around"